# 祝沟镇
祝沟镇原是中国山东省青岛市平度市下辖的一个镇，现已撤销。

## 行政区划
祝沟镇下辖祝前村、祝东村、祝后村、祝西村、后寨子村、东于家屯村、洼子村、孙戈庄村、田家庄村、武家庄村、后杨家庄村、清水村、且戈庄村、展王家村、前河南村、后河南村、东连戈庄村、西连戈庄村、涌泉村、小沽洄村、沙埠村、西孟村、东孟村、铁家庄村、苏格庄村、北黄同村、南黄同村、东李家庄村、水磨涧村、潘家屯村、东店子村、小埠子村、大王头村、张美夼村、山头村、北岔道口村、路上村、隋家村、徐家屯村、刘家庄村、石楼院村、河西纸房村、前刘家村、后刘家村、北大流河村、高家流河村、小洪埠村、大洪埠村、山里程家村、九山后村、山里石家村、王家流河村、石家流河村、崔家流河村、赵家流河村、吕家流河村。